# 堀内恒夫
堀内 恒夫（ほりうち つねお、1948年1月16日 - ）は、山梨県甲府市出身の元プロ野球選手（投手、右投右打）、野球解説者・野球評論家、政治家。

## 概要
読売ジャイアンツのV9時代のエースとして活躍。2004年と2005年に巨人の監督を務めた。シーズン勝率（.889）のセ・リーグ記録を持ち、セ・リーグ最多タイ記録となる最高勝率を3回獲得、セ・リーグ初の投手部門のダイヤモンドグラブ賞（現在のゴールデングラブ賞）を受賞している。また、オールスターゲーム通算防御率（1.44）のNPB記録を持つ。
2013年から2016年までの間、参議院議員を務めた（1期）。

## 経歴

### プロ入りまで
山梨県甲府市出身。養蚕業（生糸工場経営者）の家に生まれる。小学生時代に右手人差し指をうどん製作機に挟まれ、数ミリほど切断する大怪我を負っているが、爪には影響がなかったため日常生活に支障はなかった。指の形が変わったことが独特の大きなドロップカーブを生み出すきっかけになった。
甲府市立南中学校1年生の時、部活はサッカー部に入っていた。下働きがないのが魅力というのが理由だった。その後野球部長の熱心な誘いもあって、2年生で野球部に転部、この時は「渋々」だったと言う。
中学卒業後は法政二高への進学を希望していたが、推薦枠から漏れて甲府商業に進学する。1年生次から中堅手兼控え投手として活躍。1963年の夏の甲子園県予選決勝では、3年生エース大石勝彦をリリーフして機山工を降す。しかし第45回記念大会は出場校が多く、会場に阪急西宮球場と甲子園を併用し、甲府商は西宮組に入ったために甲子園に行くことはなかった。これは『巨人の星』でもエピソードに使われている。大会では武雄高、宮崎商を降し山梨県勢初の3回戦に進出するが、優勝した明星に0-11で完敗。堀内はリリーフで2試合に登板している。2年上のチームメイトに雨宮捷年右翼手がいた。
2年生となる1964年夏はエースとして西関東大会決勝に進出するが、熊谷商工に0-1で惜敗。同年秋季関東大会でも決勝に進むが、東農大二高の樫出三郎らに抑えられ完封負け、春の選抜出場を逸する。3年生となる1965年夏も西関東大会準決勝で熊谷商工に敗れ、結果として高校時代にいわゆる「夏の甲子園」への出場は果たしたものの、上記経緯により実際の“甲子園の土”を踏むことはできなかった。

### 現役時代
高校卒業にあたって堀内は「巨人がドラフトに指名してくれるか、でなければ早慶に行きたい」と考えていた。法政大学からは監督の松永怜一が直接勧誘に来たが、かつて法政二高が推薦から外していたことから堀内が拒否し、立教大学はコーチが堀内を一目見て「プロに入った方がいい」と帰った。甲府商業の監督であった菅沼八十八郎は明治大学出身であったことから、2年先輩で明大監督の島岡吉郎に相談する。島岡は菅沼の話を聞いて「そんないい選手を早慶に持って行かれてはたまらない、ドラフトで指名するように巨人に頼もう」となり、明大の後輩である巨人のスカウト沢田幸夫に堀内のドラフト指名を頼み込む。巨人のスカウト陣の中で1位指名は夏の甲子園で準優勝した銚子商業の木樽正明で固まっていた。ここでスタッフ会議における沢田の説得と内野手としての野球センスは抜群との但し書きにより、巨人は堀内を指名することになった。巨人側としても、監督の川上哲治と衝突して造反事件を起こした上に衰えが見え始めていた広岡達朗に代わる遊撃手捜しに奔走していた事情も影響したと言われる。
1965年の第一回ドラフト会議で1位指名を受け読売ジャイアンツに入団。入団にあたって、菅沼は川上に対して「あの子は野球に関してすばらしいセンスを持っている。野球の技術を教えないで欲しい。そのかわり、チャランポランな性格があるので、精神面で厳しくやってくれ」と頼んだという。契約金は1000万円であったが堀内はそれを父親に渡す。当時父親が経営していた生糸工場は中国産生糸に押されて状態が芳しくなく、父親は契約金を生糸工場の経営につぎ込んだとされる。1年目の堀内の給料は12万円、手取り11万円であった。1966年キャンプ終盤に高橋一三に代わり一軍昇格すると、4月14日の対中日戦に先発として初登板。投球練習時には、1球目をわざとバックネットにぶつけて緊張をほぐしたという。7回2失点で降板するが、その裏に巨人が逆転して初登板初勝利を飾る。5月に一度二軍に落ちたもののすぐ復帰しそのまま一軍に定着。5月30日の対大洋戦から6月22日の対サンケイ戦にかけて44回連続無失点を記録すると、初登板から7月27日の対阪神戦までセ・リーグ記録（新人記録でもある）となる開幕13連勝を達成した。その後、7月31日の対広島戦で安仁屋宗八と投げ合って0-2で敗れると、8月2日の対中日戦では新人の広野功に逆転満塁サヨナラ本塁打を打たれている。その後、勝星のペースは落ちるが、シーズンでは16勝2敗、防御率1.39、勝率.889を記録。1年目から速球とカーブに優れ、沢村二世のニックネームがついた。また、最優秀防御率、最高勝率、沢村賞、新人王のタイトルを獲得し、チームのリーグ優勝に貢献した。
入団時の背番号は21だったが、1967年からは18になった。しかし同年1月のチームの自主トレ中に腰を痛めて、重症の椎間板ヘルニアを患ってしまう。このことなどから、同年春アメリカ、ベロビーチで行われたロサンゼルス・ドジャースと巨人軍の合同キャンプへの参加メンバーに選ばれなかった。この年は一軍と二軍の往復を繰り返し、ようやく7月末に復帰する。その後、急速に調子を取り戻し勝ち星を重ね、10月10日の対広島戦ではノーヒットノーランを達成した上に、投手として初記録となる3打席連続本塁打も放っている。シーズンでは12勝（防御率2.17〔リーグ3位〕）を挙げた。しかし、この年に患った腰痛は持病となり、引退するまで堀内を悩ませることとなった。
1968年は17勝を挙げて初めてチームの勝ち頭になるが、同年3月に監督の川上の指示によりロサンゼルス・ドジャース(メジャー)のベロビーチ・キャンプに一人で参加する。このことは、前年のベロビーチ・キャンプに参加できなかった堀内を痛く満足させた。ドジャースキャンプでは、ビル・シンガーが投げていたチェンジアップを覚えて帰国した。1969年はライバルであった高橋一三が22勝を挙げてブレイクする一方で、堀内は14勝13敗と数字を落とす。この時期には、このままではコントロールが悪くなる一方だから何とかしなければとの思いで、ノーワインドアップへの投球フォームの改造を試みるが、半年ほどでやめている。
1972年は初の開幕投手を務めると、かつて覚えたチェンジアップを完成させたことでシーズン開始から好調を維持する。6月9日の江夏豊との互いに通算99勝対決を制し、100勝を達成する。本シーズンの巨人はON（王貞治と長嶋茂雄）を含めた打線陣が3割打者不在になるなどの不調の上、堀内以外の投手が勝てなくなっていたが、堀内が26完投で26勝（9敗）防御率2.91（リーグ7位）、特に阪神戦では毎カード3戦中1先発1リリーフと奮闘し、巨人のリーグ優勝・日本一に貢献。MVP、シリーズMVP、最多勝、沢村賞、ベストナインに輝いた。この年の堀内を最後にセ・リーグでシーズン25勝以上した投手はいない。V9を含め、巨人は1963年から1974年までセ・リーグMVPを独占したが、この間に王と長嶋以外で受賞したのはこの年の堀内が唯一である。同年の阪急ブレーブスとの日本シリーズでは、全5試合中4試合に登板して2勝1敗を挙げ最優秀選手賞と最優秀投手賞を受賞する。この年の活躍が認められて前年から600万アップの年俸1800万円で契約更改したが、これが現役時代の最高年俸であった。
1973年は前年度の酷使から、シーズンでは12勝17敗、防御率4.52とプロ入り後最低の成績に落ち込む。しかし、南海ホークスとの日本シリーズでは、全5試合中3試合に登板して、2勝0敗、防御率0.91。さらに、第2戦で決勝適時打、第3戦では2本塁打と投打に大車輪の活躍で2年連続で最優秀選手賞と最優秀投手賞をダブル受賞した。1974年は19勝、防御率2.66（リーグ4位）を記録して2度目のベストナインを獲得。1975年は10勝するも、リーグワーストの18敗を喫し、チームも球団初の最下位に終わった。27歳で150勝を達成するなど1978年まで13年連続2桁勝利を挙げ、V9時代のエースとして活躍。通算12回のリーグ優勝、9度の日本一に貢献した。晩年はスライダーを覚えるが、いわゆる“スライダーの魔もの”に取り憑かれて手首が硬くなり、直球のスピードやカーブの切れを失っていったという。10勝9敗、防御率4.58と成績を落とした1977年にはパームボールの研究もした。1979年4月9日の対中日戦で、球団通算3000勝目の勝利投手となる。しかし、この年わずか4勝（7敗）と、この頃を境にあまり勝てなくなっていった。肩や肘の故障に見舞われたことはなく徐々に身体全体が衰えていく中で、速球投手からのイメージチェンジを図れなかったことも原因とされる。
1980年6月2日の対ヤクルト戦で16人目となる通算200勝を達成。巨人一筋で200勝を挙げたのは中尾碩志と堀内のみ。同年に引退した王貞治はファン感謝デーの紅白戦で堀内を投手として最終打席に立っている。しかし、堀内は2球のドロップに渾身のストレートを投げ王を空振り三振に仕留めている。その後、王が入団時のポジションである投手に、打席に堀内が立って再び勝負をしたが、堀内は王の初球を引っ張り本塁打とした。
しかし、1981年に藤田元司が監督に就任すると、江川卓・西本聖・定岡正二の台頭により登板が急激に減り、日本シリーズでは登板機会がなく、1982年に投手コーチ兼任となる。
1983年、現役引退を発表。引退試合（10月22日の対大洋戦）では、巨人3点リードの8回表から登板。8回裏に回ってきた現役最終打席で本塁打を放っている。投手としては2イニングを抑えてセーブを記録。引退試合での現役最終打席（篠塚利夫に替わって3番に入る）は「ホリさんまで打順を回そう」と野手陣が打ちまくったことにより実現した。引退試合後の日本シリーズには出場しなかった。
現役最後の本塁打を打たれた打者は、広島東洋カープの山本浩二。堀内は引退後に「僕は山本浩二さんに引導を渡されたんですよ。最後に山本浩二さんに打たれたホームランで僕は自分の力を感じて引退した」と語っている。

### 野球評論家・巨人コーチ時代
引退後の1984年から王貞治監督の下で一軍投手コーチ専任となるが、1985年1月27日には多摩川グラウンドにて所憲佐サブマネジャーの頬を右手で殴り、翌28日には戸田久雄一軍マネジャーに厳重注意されている。所が練習開始前にファンの退去を促したが、それが堀内の知人の子供で、また「出て行ってくれ」との荒い口調に激高したため、所も注意を受けた。同年に一度退任し、日本テレビ・ラジオ日本解説者・スポーツ報知評論家（1986年 - 1992年）を経て、長嶋茂雄監督の下で一軍投手コーチ（1993年 - 1997年）→ヘッドコーチ（1998年）を務めた。1994年に西本聖が復活した際堀内は東京スポーツで「オレが西本を使わない全理由」をぶちまけ騒動になる。1998年は3位に終わり責任取って退団した。日本テレビ解説者・スポーツ報知評論家（1999年 - 2003年）に復帰し、読売新聞スポーツアドバイザーとして、野球教室のイベント等にも携わっていた。
2000年3月29日に、東京ドームで開催された日本初のメジャーリーグ公式戦・ニューヨーク・メッツ対シカゴ・カブスで、この試合を観戦した皇太子徳仁・同妃雅子の傍らで野球解説を行った。

### 巨人監督時代
2003年オフ、原辰徳が突然辞任した後継として巨人監督に就任する。就任会見では「青天の霹靂。この時期に全く予想していなかったし、大変なことになったなと…」と複雑な心境を吐露した。一方で「投手を中心とした守りの野球」「藤田元司さんのようなチーム作りを目指す」と早くも抱負を述べるなど意欲を見せた。監督時代の背番号は88で、これは甲府商時代の恩師・菅沼八十八郎にちなんでつけたもの。2リーグ制以降の投手出身の巨人監督は藤田に続き2人目。コーチ陣はヘッドコーチに須藤豊、投手コーチに池谷公二郎、外野守備走塁コーチに弘田澄男、二軍から阿波野秀幸（投手）、淡口憲治（打撃）、上田和明（内野）、高田誠（バッテリー）が昇格、二軍監督は高橋一三（前二軍投手コーチ）が就任、堀内は「人間的に信頼でき、技術があり、動けるコーチを選んだ。ようやく堀内丸がスタートできる」と語った。この時、レジー・スミスにコーチ要請する予定もあったが、妻が体調を崩していたので断念している。

#### 2004年度
大阪近鉄バファローズからタフィ・ローズ、福岡ダイエーホークスから小久保裕紀とパ・リーグ本塁打王経験者が2選手同時に加入。怪我のため前年出場ゼロの小久保は41本塁打、96打点と復活。ローズも45本塁打、99打点と猛打を発揮し、本塁打王とベストナインを獲得。一番から仁志敏久、清水隆行、ローズ、高橋由伸、小久保、ペタジーニ、阿部慎之助、二岡智宏と続く「史上最強打線」はプロ野球記録のチーム259本塁打を記録した。
しかし、投手陣の不調を補って前半戦こそ開幕3連敗を記録しても優勝を争ったが、6月の落合博満率いる中日戦で同一カード3連敗を喫し、首位を奪われ失速。優勝した中日に8ゲーム差を離されて3位に終わる。

#### 2005年度
開幕に向けて「今年はうちと中日の一騎討ちになるだろう」と語った。前年度の反省から「守りの野球」をフロントに要請し、中堅手としてゲーブ・キャプラー、抑え投手としてメジャーリーグで活躍し、キャプラーからもお墨付きをもらっていたダン・ミセリを補強した。また、ペタジーニと清原和博を構想外とし、清水を一塁手にコンバートするという構想だったが、これに対し契約を1年残した清原が球団に直訴、堀内自身も球団フロントの意を汲み、一転して4番一塁清原で開幕を迎えることとなる。
しかし2年連続して開幕3連敗を記録。補強の目玉だったはずのミセリとキャプラーが大誤算で、ミセリは4試合の登板で0勝2敗0セーブ、防御率23.63と抑えの役割を果たせないまま、開幕から1か月足らずで解雇。またキャプラーは38試合の出場に終わり、4月24日の中日戦（ナゴヤドーム）では井端弘和の単打で一塁走者・荒木雅博の生還を許すなど、持ち前の守備力を発揮できず、打撃でも開幕から17打席ノーヒットを含めた打率.153・3本塁打・6打点と不振だった。その後、中堅手のローズに対し、コーチの弘田澄男が『緩慢』と叱責したことでローズの怒りが爆発し首脳陣批判。また、清原は夏場に打撃不振に加え持病の悪化から二軍落ちし、そのため肩を故障した捕手の阿部を一塁手に起用するなど、当初の構想から大幅に外れる戦いを強いられた。
シーズン終盤は高橋由・ローズ・清原などが離脱した反面、矢野謙次、亀井義行など生え抜きの若手選手が活躍を見せる光明もあった。しかし、チーム防御率は2年連続で球団のワースト記録を更新した。チームはBクラスに低迷し、一部週刊誌は堀内の采配を批判する記事が後を絶たなかった。監督としては翌年までの3年契約であったが8月後半には辞任する意向を固めていたという。終盤はやや盛り返して5位となり、30年ぶりの最下位こそ免れたものの、8年ぶりのBクラス、球団シーズンワースト記録となる80敗（この記録と球団ワースト防御率・ワースト失点の記録は以後も更新されていない）を喫した。本拠地最終戦の試合後にライトスタンドを中心に「お前が悪いぞホーリウチ！」というコールが起こり、予定されていた試合後のセレモニーが中止される前代未聞の事態となった。この年をもって「敗軍の将、兵を語らず」の言葉を残し退任した（堀内自身は解任されたと述べている）。在任中1度もリーグ優勝がなかった巨人監督、通算成績が負け越し（通算勝率5割未満）の巨人監督は堀内が史上初となった。後任監督には前任監督である原が再び就任した。
巨人監督退任後、2005年11月25日の巨人納会に出席。退団会見から約1か月半ぶりに公の場へ姿を現し、選手に対しては「今年の負けた悔しさと痛みをバネに、原監督の下で優勝をして頂きたい」と激励の言葉を発した。選手との確執なども頻繁にタブロイド等で報じられていたものの、退任会見に際して仁志ら主力野手陣が胴上げできなかったことの無念さを口にしている。堀内やフロントに重用され、投手陣・野手陣のリーダー的選手となった小久保（翌年度FA権を行使してソフトバンクに復帰）と工藤（門倉健のFA人的補償として横浜に移籍）が「巨人でやり残したことは?」と質問を受けた時も同様のことを語っており、小久保は「堀内さん1人のせいにすることも出来ますけど、実際にプレーするのは僕らなんです」と擁護している。
工藤は2004年、通算200勝達成を目前にして負けが続き（本人曰く「何試合か足踏みして意識してしまった」）、チームも下降線を辿っていたが、堀内は変えることなく工藤を先発で起用し続け、200勝を達成した。工藤は引退後「チームがあんな状況で若い子を試してもよかったのに僕を使っていただいて本当に救われました。今でも感謝してもしきれません」と語っている。
2005年に二軍で投げていた内海哲也の才能を見抜き、先発ローテーションの一角として登板させている。結果は4勝9敗、防御率5点台だったものの、堀内が去った翌年は2桁勝利を挙げる活躍を見せ、以後はチームのエースピッチャーへと成長した。内海自身も「今の自分があるのは勝てなくても堀内さんが使ってくれたおかげです」と述べている。
清原に関しては巨人からの戦力外発表後は「清原選手にさらなる活躍の道を開いて欲しいということで、今回の発表に至ったと思います。故障を直して体を万全にし、来年、雄姿を見せてくれることを願っています。巨人での9年間、本当にご苦労さまでした」とこれまでのプレーを労う発言をしたが、清原は現役引退後も堀内への辛辣な批判や揶揄を公言しており、堀内と清原との確執は深いものがあったとされる。
当時、巨人に在籍していた高橋尚成はこの頃のチーム事情について「全員が違うとこを向いてるようなチームだった」「（チーム内で）話し合いも結構したが、（各々選手の）キャラが濃すぎてまとまらなかった」などと明かしている一方、堀内に対しては「（この頃はチームの変換期であり）凄くババを引いた監督だった」「（当時の巨人は）チームから球団全体まで全ての風通しが悪かった」「誰が悪いとかじゃなく、（あの当時は）誰が監督をやっても多分うまくいかなかった」などと擁護するコメントを残している。

### 巨人監督退任後
2006年から2016年まで、日本テレビ野球解説者、スポーツ報知野球評論家に復帰。研究と趣味を兼ね、スケジュールの合間をぬってメジャーリーグ観戦に熱心に足を運んでいる。2006年3月5日に、東京ドームで行われたWBC1次リーグの日本vs.韓国戦を皇太子・同妃が観戦した際、巨人球団会長の渡邉恒雄、コミッショナーの根來泰周とともに同席して解説を務めた。
2008年1月11日、野球殿堂競技者表彰選考で、野球殿堂入りする。殿堂入り表彰式は、2008年8月1日のオールスターゲーム第2戦（横浜スタジアム）の際に執り行われた。2009年9月からは読売新聞のTVCMに解説者役として出演している。

### 政治活動
2010年4月22日に、7月の第22回参議院議員通常選挙に、自由民主党からの出馬を表明した。7月11日の当開票の結果、比例代表で101,840票を獲得し党内で13位につけたが自民党として12名しか当選しなかったため次点で落選した。
外国人参政権や選択的夫婦別姓制度に反対していた。
2013年7月31日に中村博彦が死去したため、繰り上げ当選の資格が生じた。これを受けて堀内は「前向きに検討している」とコメントし、8月6日に中央選挙管理会告示により繰り上げ当選が決定し、政治家となった。
2016年7月10日の第24回参議院議員通常選挙で参議院比例区から自由民主党公認で立候補し、84,597票（得票率1.7％）を獲得したが落選した（党内22位/19議席）。

### 近況
2022年10月には脳に血栓ができた影響で右目の視力を失った。しかしその後も全国で野球教室の講師を務めるなど次世代の育成に携わっている。

## 選手としての特徴
球質は軽いが切れがよく、遠くから弓なりに伸びる直球、一度浮き上がってから突然急ブレーキがかかったように曲がり落ちる大きなカーブ、ロサンゼルス・ドジャースのベロビーチキャンプに参加した際、ビル・シンガーから教えを受けたチェンジアップを武器とした。コントロールは危なかったが逆球にはならずピンチに強かった。体重が理想的に配分された身体で、均整のとれた体格であった。
新人の開幕連勝記録を更新中の時に、週刊朝日編集部がホームプレート上に光電式の速度計測装置を使用して測定した結果155km/hを記録した。
初登板以降、自分が投げた結果をスコアラーの資料の元、打者ごとに細かく分析しノートにつけていた。先発前夜になると眠れなくなるほど真剣にピッチングの組み立てを行った。また試合前やキャンプのミーティングでも居眠りしているようできちんと全部ノートに書いていた。
入団当時は、投げ終わった後に帽子が横っちょにぶれるぐらいのダイナミックな投球フォームが特徴的であった。しかし、実は少し大きめの帽子を被り、ダイナミックさを演出していた。飛び跳ねるような躍動的なフォームで、投球時の左足のステップ位置は投手板から足の縦幅7足分あった。しかし、晩年は筋力の衰えによりステップ幅が6足分に小さくなってしまったため、1978年頃の春のキャンプで再びステップ幅を広げようとしたが、もう元には戻らなかったという。
肩が強く多摩川グランドの左中間フェンスにぴったり身体を貼り付けたまま、ワン・ステップしただけで一塁ベンチの上を越すボールを投げることができた。
打撃も上手く、投手では通算で21本塁打を記録。特に1967年10月10日の対広島戦（後楽園球場）ではノーヒットノーランを達成し、さらに自ら3打席連続本塁打を放っている。投手による3打席連続本塁打は史上唯一。これに関して本人は現役引退後、「4打席目にホームランを打てず（中前安打）ガッカリしてベンチに戻った際に、自分でも打撃に熱中していたことから、他の選手に言われるまでノーヒットノーランに気付いていなかった。『4打席連続本塁打の代わりにノーヒットノーランでいいや』『あーあ、しょうがねえ、じゃあノーヒットノーランでもやるか』と思った」と語っている。1973年の日本シリーズ第3戦では2本塁打を放っているが、日本シリーズで投手の1試合複数本塁打も史上唯一。この2本塁打などの活躍で1972年、1973年と2年連続で日本シリーズMVPを受賞。1983年の引退登板でも当時大洋の金沢次男投手から本塁打を放っている。
守備でも素晴らしい反射神経・運動能力を見せ、ゴールデングラブ賞を創設年の1972年から7年連続で受賞。堀内のフィールディングを阪神藤田平は「野手みたいに上手かった」と後年振り返っている。非常にクイックがうまく、日本シリーズで対戦した福本豊をして「あんなクイックは初めて見た。小さいクイックで色々なコースに速い球を投げてきて、癖を見抜けなかった。パ・リーグにあんなことができるピッチャーはいない」と称された。

## 人物
ふてぶてしく見える態度から「悪太郎」また「甲斐の小天狗」とあだ名され、実際に「鬼軍曹」と恐れられていた当時寮長の武宮敏明は「巨人歴代三悪」の一人として堀内の名も挙げている。寮生活では門限破りの常習犯として知られていて、武宮の目を逃れるため風呂場の窓から入る、寮から抜け出すために非常用のはしごを買っていた、帰宅を待ち構えていた王に殴られた（『見かねた王の鉄拳伝説』）など（ただし、王に殴られたのは堀内自身も認めているが、合宿所ではなく、遠征先での出来事だと言われており、実情は不明である。堀内自身は「自身が成績優秀だったことへの先輩たちの嫉妬から、代表で王さんが殴ったんだろう」と述べているが、このコメントについては新聞記者側は「悪太郎」らしいビッグマウスで言っているだけだと解釈している）である。本人曰く、門限破りをするようになったのは入団してから3～4年目からであり、規則破りの通算回数100回以上のうち見つかったのは3回程度だけと言う。しかし門限破りが発覚した際には、武宮より寮内放送で呼び出しを喰らい、それを受けて武宮の下に行くと、竹刀で6発程度叩かれながら懲戒され、しかも寮内放送の電源を武宮が切り忘れてたため、懲戒中の様子が寮内で中継されていた状態となっていたことを若手時代の思い出として語っていた。
このように選手時代の態度や指導者となってからも先述の清原との確執や選手を差し置いて楽をする行為も見受けられた。しかし、人情に篤い性格でもあり高校3年時、野球部のキャプテンになると、上級生が理由にならない理由を見つけて下級生を殴ることを禁止して、弱い者いじめをやめさせた。本来、来日するはずの家族が全然これなかったことなどの精神的な理由からシーズン途中で退団したジャスティン・スモークに同情して「家族のためなら当たり前」と責めるようなことをしない懐の深さもある。
登板前日は絶対にアルコールを口にしなかったと角盈男が後年振り返っている。
若手の頃は、話術を学んでトークに活かそうと新宿の寄席に毎日通った時期があった。投球に活かす努力をしたというが具体的に触れていない。
巨人はレギュラーシーズンで6度、相手チームの胴上げを目の前で見る屈辱を喫したが、堀内は1975年に後楽園球場で選手として、1995年に明治神宮野球場でコーチとして、そして2005年には阪神甲子園球場で監督として、さらに2006年と2016年には東京ドームで日本テレビ解説者として、2023年の阪神甲子園球場を除く5回にわたって、その時に立ち会っている。
引退後はNFLへの造詣を深めており、1985年までの投手コーチを退任後に日本テレビのNFL中継にゲスト出演したことをきっかけに解説の後藤完夫から雑誌「TOUCHDOWN」を毎月送ってもらいアメリカンフットボールを学び、NFL関連の新聞記事を集めたスクラップブック作成も行っている。お気に入りのチームはレイダース。
通算203勝で名球会に入っていたが、その後退会している。

## 詳細情報
以下、｛表彰｝まではオフィシャルベースボールガイドの各年度版による

### 年度別投手成績
| 年 度      | 球 団      | 登 板 | 先 発 | 完 投 | 完 封 | 無 四 球 | 勝 利 | 敗 戦 | セ 丨 ブ | ホ 丨 ル ド | 勝 率 | 打 者 | 投 球 回 | 被 安 打 | 被 本 塁 打 | 与 四 球 | 敬 遠 | 与 死 球 | 奪 三 振 | 暴 投 | ボ 丨 ク | 失 点 | 自 責 点 | 防 御 率 | W H I P |
| ---------- | ---------- | ----- | ----- | ----- | ----- | -------- | ----- | ----- | -------- | ----------- | ----- | ----- | -------- | -------- | ----------- | -------- | ----- | -------- | -------- | ----- | -------- | ----- | -------- | -------- | ------- |
| 1966       | 巨人       | 33    | 22    | 14    | 7     | 1        | 16    | 2     | --       | --          | .889  | 714   | 181.0    | 125      | 5           | 69       | 2     | 4        | 117      | 5     | 0        | 34    | 28       | 1.39     | 1.07    |
| 1967       | 巨人       | 23    | 16    | 13    | 2     | 0        | 12    | 2     | --       | --          | .857  | 609   | 149.0    | 126      | 7           | 59       | 1     | 1        | 82       | 6     | 0        | 41    | 36       | 2.17     | 1.24    |
| 1968       | 巨人       | 40    | 29    | 12    | 3     | 0        | 17    | 10    | --       | --          | .630  | 845   | 206.2    | 153      | 31          | 105      | 4     | 4        | 142      | 4     | 0        | 81    | 76       | 3.31     | 1.25    |
| 1969       | 巨人       | 41    | 29    | 12    | 4     | 0        | 14    | 13    | --       | --          | .519  | 1004  | 236.2    | 211      | 21          | 107      | 5     | 6        | 160      | 6     | 1        | 94    | 82       | 3.12     | 1.34    |
| 1970       | 巨人       | 42    | 34    | 18    | 1     | 0        | 18    | 10    | --       | --          | .643  | 1130  | 282.2    | 202      | 22          | 103      | 4     | 7        | 228      | 2     | 0        | 82    | 65       | 2.07     | 1.08    |
| 1971       | 巨人       | 40    | 33    | 14    | 3     | 0        | 14    | 8     | --       | --          | .636  | 924   | 226.0    | 183      | 18          | 82       | 5     | 6        | 155      | 7     | 0        | 83    | 78       | 3.11     | 1.17    |
| 1972       | 巨人       | 48    | 34    | 26    | 4     | 1        | 26    | 9     | --       | --          | .743  | 1282  | 312.0    | 292      | 34          | 95       | 5     | 3        | 203      | 3     | 0        | 110   | 101      | 2.91     | 1.24    |
| 1973       | 巨人       | 39    | 33    | 15    | 2     | 1        | 12    | 17    | --       | --          | .414  | 953   | 221.0    | 238      | 28          | 70       | 6     | 6        | 113      | 1     | 1        | 117   | 111      | 4.52     | 1.39    |
| 1974       | 巨人       | 46    | 37    | 21    | 3     | 1        | 19    | 11    | 1        | --          | .633  | 1106  | 276.2    | 217      | 31          | 80       | 6     | 7        | 127      | 2     | 0        | 101   | 82       | 2.67     | 1.07    |
| 1975       | 巨人       | 38    | 29    | 8     | 2     | 1        | 10    | 18    | 0        | --          | .357  | 893   | 213.2    | 212      | 28          | 75       | 4     | 6        | 118      | 4     | 1        | 100   | 90       | 3.79     | 1.34    |
| 1976       | 巨人       | 34    | 27    | 11    | 2     | 0        | 14    | 6     | 0        | --          | .700  | 763   | 177.1    | 173      | 23          | 71       | 1     | 4        | 82       | 2     | 0        | 84    | 78       | 3.96     | 1.38    |
| 1977       | 巨人       | 34    | 23    | 4     | 1     | 1        | 10    | 9     | 3        | --          | .526  | 657   | 151.1    | 163      | 20          | 53       | 3     | 5        | 86       | 3     | 0        | 81    | 77       | 4.58     | 1.43    |
| 1978       | 巨人       | 35    | 31    | 7     | 3     | 1        | 12    | 9     | 0        | --          | .571  | 829   | 201.0    | 190      | 22          | 59       | 4     | 3        | 113      | 1     | 0        | 86    | 79       | 3.54     | 1.24    |
| 1979       | 巨人       | 24    | 14    | 1     | 0     | 0        | 4     | 7     | 0        | --          | .364  | 400   | 86.1     | 111      | 16          | 35       | 5     | 2        | 59       | 1     | 0        | 68    | 64       | 6.67     | 1.69    |
| 1980       | 巨人       | 19    | 12    | 2     | 0     | 0        | 3     | 5     | 1        | --          | .375  | 319   | 75.0     | 78       | 12          | 22       | 4     | 1        | 58       | 0     | 0        | 43    | 36       | 4.32     | 1.33    |
| 1981       | 巨人       | 9     | 4     | 0     | 0     | 0        | 1     | 3     | 0        | --          | .250  | 92    | 22.0     | 27       | 3           | 1        | 0     | 0        | 11       | 1     | 0        | 16    | 11       | 4.50     | 1.27    |
| 1982       | 巨人       | 4     | 0     | 0     | 0     | 0        | 0     | 0     | 0        | --          | ----  | 29    | 7.0      | 8        | 0           | 0        | 0     | 0        | 2        | 0     | 0        | 5     | 3        | 3.86     | 1.14    |
| 1983       | 巨人       | 11    | 1     | 0     | 0     | 0        | 1     | 0     | 1        | --          | 1.000 | 79    | 19.2     | 16       | 2           | 9        | 1     | 1        | 9        | 0     | 0        | 9     | 9        | 4.12     | 1.27    |
| 通算：18年 | 通算：18年 | 560   | 408   | 178   | 37    | 7        | 203   | 139   | 6        | --          | .594  | 12628 | 3045.0   | 2725     | 323         | 1095     | 60    | 66       | 1865     | 48    | 3        | 1235  | 1106     | 3.27     | 1.25    |

- 各年度の太字はリーグ最高

### 通算打撃成績
|      | 試 合 | 打 数 | 得 点 | 安 打 | 二 塁 打 | 三 塁 打 | 本 塁 打 | 塁 打 | 打 点 | 盗 塁 | 盗 塁 刺 | 犠 打 | 犠 飛 | 四 球 | 敬 遠 | 死 球 | 三 振 | 併 殺 打 | 打 率 | 出 塁 率 | 長 打 率 | O P S |
| ---- | ----- | ----- | ----- | ----- | -------- | -------- | -------- | ----- | ----- | ----- | -------- | ----- | ----- | ----- | ----- | ----- | ----- | -------- | ----- | -------- | -------- | ----- |
| 通算 | 564   | 1010  | 70    | 174   | 26       | 1        | 21       | 265   | 82    | 0     | 1        | 83    | 4     | 26    | -     | 5     | 258   | 13       | .172  | -        | .262     | -     |

1010打数 174安打（打率.172） 21本塁打 82打点

### 年度別監督成績
| 年 度     | 球 団     | 順 位     | 試 合 | 勝 利 | 敗 戦 | 引 分 | 勝 率 | ゲ ｜ ム 差            | 本 塁 打               | 打 率                  | 防 御 率               | 年 齡                  |
| --------- | --------- | --------- | ----- | ----- | ----- | ----- | ----- | ---------------------- | ---------------------- | ---------------------- | ---------------------- | ---------------------- |
| 2004      | 巨人      | 3位       | 138   | 71    | 64    | 3     | .526  | 8.0                    | 259                    | .275                   | 4.50                   | 56歳                   |
| 2005      | 巨人      | 5位       | 146   | 62    | 80    | 4     | .437  | 25.5                   | 186                    | .260                   | 4.80                   | 57歳                   |
| 通算：2年 | 通算：2年 | 通算：2年 | 284   | 133   | 144   | 7     | .480  | Aクラス1回、Bクラス1回 | Aクラス1回、Bクラス1回 | Aクラス1回、Bクラス1回 | Aクラス1回、Bクラス1回 | Aクラス1回、Bクラス1回 |

- ※2004年シーズンは、ストライキのため2試合が中止

### タイトル
- 最多勝利：1回（1972年）
- 最優秀防御率：1回（1966年）
- 最高勝率：3回（1966年、1967年、1972年）※3回はセ・リーグ最多タイ記録、2年連続は藤田元司、北別府学、青柳晃洋に並ぶセ・リーグ最長タイ。新人からの2年連続受賞は史上唯一

### 表彰
- 沢村栄治賞：2回（1966年、1972年）
- 最優秀選手：1回（1972年）
- 新人王（1966年）
- ベストナイン：2回（1972年、1974年）
- ダイヤモンドグラブ賞：7回（1972年 - 1978年）※1972年は投手部門でのセ・リーグ史上初の受賞[1]、7年連続受賞は投手最長タイ記録（他は西本聖）
- 野球殿堂競技者表彰（2008年）
- 日本シリーズMVP：2回 （1972年、1973年）
- 日本シリーズ最優秀投手賞：4回 （1970年、1971年、1972年、1973年）
- 最優秀投手：2回 （1972年、1974年）
- 日本プロスポーツ大賞 殊勲賞：1回 （1972年）[84]

### 記録
初記録
- 初登板・初先発・初勝利：1966年4月14日、対中日ドラゴンズ3回戦（中日スタヂアム）、6回2失点
- 初奪三振：同上、4回裏にジーン・スチーブンスから
- 初完投勝利・初完封勝利：1966年5月30日、対大洋ホエールズ11回戦（川崎球場）
- 初セーブ：1974年5月5日、対広島東洋カープ5回戦（後楽園球場）、9回表に4番手で救援登板・完了、1回無失点

節目の記録
- 100勝：1972年6月9日、対阪神タイガース8回戦（阪神甲子園球場）、9回完封勝利 ※史上57人目
- 1000奪三振：1972年7月16日、対中日ドラゴンズ16回戦（後楽園球場）、3回表に稲葉光雄から ※史上43人目
- 150勝：1975年5月17日、対阪神タイガース6回戦（後楽園球場）、9回2失点完投勝利 ※史上28人目
- 1500奪三振：1976年8月17日、対広島東洋カープ20回戦（広島市民球場）、6回裏に水沼四郎から ※史上23人目
- 500試合登板：1979年5月26日、対横浜大洋ホエールズ9回戦（横浜スタジアム）、先発登板で5回2/3を6失点 ※史上39人目
- 200勝：1980年6月2日、対ヤクルトスワローズ7回戦（後楽園球場）、6回1失点完投勝利（6回終了時雨天コールド） ※史上16人目

レギュラーシーズン
- 新人の開幕からのシーズン連勝：13（1966年）
- 開幕からのシーズン連勝：13（1966年）※ 菅野智之と共にセ・リーグタイ記録
- シーズン14完投、7完封、16勝、防御率1.392（1966年）※いずれも高卒新人セ・リーグ記録
- ノーヒットノーラン：1967年10月10日、対広島カープ22回戦（後楽園球場） ※史上38人目
- 投手の1試合3本塁打：同上 ※ 川崎徳次に次いで史上2人目（3打席連続本塁打は史上初）
- シーズン勝率.889（1966年、16勝2敗、セ・リーグ記録）

日本シリーズ
- 通算登板試合：27（シリーズ記録）
- 通算投球回数：140 1/3（シリーズ記録）
- 通算勝利：11（シリーズタイ記録）
- 通算与四球：61（シリーズ記録）
- 投手の1試合2本塁打：1973年第3戦（史上唯一）

オールスターゲーム
- オールスターゲーム出場：9回（1966年、1968年、1969年、1970年、1971年、1972年、1973年、1974年、1975年）
- 通算防御率：1.44（20イニング以上で歴代1位）

### 背番号
（出典：）
- 21（1966年）
- 18（1967年 - 1984年途中）
- 73（1984年途中 - 1985年）
- 70（1993年 - 1998年）
- 88（2004年 - 2005年）

## 関連情報

### 役職
- 沢村栄治賞選考委員会委員長（2013年度より）[86]
- 参議院文教科学委員会、行政監視委員会、東日本大震災復興及び原子力問題特別委員会委員[87]

### 出演番組
- 次の瞬間、熱くなれ。THE BASEBALL（日本テレビ・BS日テレ・日テレG+）レギュラー解説者、1986年-1992年、1999年-2003年、2006年-2016年[注 4]
- ラジオ日本ジャイアンツナイター（RFラジオ日本）レギュラー解説者、1986年-1992年
- いつみても波瀾万丈（日本テレビ）ゲスト
- 秘密のケンミンSHOW（読売テレビ）ゲスト
- 開運!なんでも鑑定団（テレビ東京）ゲスト、2010年8月24日
- 武田和歌子のぴたっと。（ABCラジオ）「福本豊のあの人は今 元・プロ野球選手名鑑」ゲスト、2014年12月18日
- サンデーモーニング（TBSテレビ）ゲスト

### CM
- 日清食品 どん兵衛 (1984年、山城新伍、川谷拓三と共演)
- 資生堂 アウスレーゼ

### 書籍
- ただ栄光のために―堀内恒夫物語、海老沢泰久著、新潮文庫、ISBN 4101266034
- オレは悪太郎―わが投手人生のMemoir、堀内恒夫著、ベースボール・マガジン社、ISBN 4583024266
- 堀内恒夫―悪太郎まかり通る! 名球会comics、永島直樹・田中正仁著、ぎょうせい、ISBN 4324026548
- オレの野球、巨人の野球―優等生じゃないけれど、プロ根性なら負けやしない、堀内恒夫著、読売新聞社、ISBN 4643620102

### 連載
- 堀内恒夫の多事正論 - 週刊ベースボール、隔週連載（2019年まで）
- 堀内恒夫の悪太郎の遺言状 - 週刊ベースボール、週刊連載

### テレビゲーム
発売コナミ。いずれも解説者役として出演
- プロ野球JAPAN2001
- THE BASEBALL 2002 バトルボールパーク宣言
- THE BASEBALL 2003 バトルボールパーク宣言 パーフェクトプレープロ野球